# 高階良臣
高階 良臣（たかしな の よしおみ）は、平安時代中期の貴族。

## 経歴
高階真人姓。文の道に達した才人であったという。承平8年（938年）武蔵介源経基が平将門の謀反を朝廷へ誣告すると、翌天慶2年（939年）朝廷は当時左衛門少尉だった良臣と、左衛門権佐源俊、勘解由主典阿蘇広遠らを問東国密告使に任じて、その事実確認を命じた。しかし三名は障りがあると称して東国へと下向せず、その内に東国は承平天慶の乱で大いに乱れたため、翌天慶3年（940年）三名は怠慢をもって揃って解官となった。天慶4年（941年）末の大赦で恩赦となり、天慶5年（942年）には民部少丞に任じられた。その後左近衛中将や左京大夫を歴任したともいい、円融天皇の代に従四位下宮内卿まで昇る。
良臣は仏法に深く帰依し、晩年は日夜法華経を唱えて往生極楽を祈念したという。天元3年（980年）の年頭より病がちになり、夏にやや回復したのを機に出家した。すると病状が持ち直したため、家人たちに遺言をよく伝えた。7月5日になって死去したが、臨終の際には芳ばしい香りが満ちて美しい音楽が流れ、また酷暑であったにもかかわらず遺体が腐乱することがなかったため、人々は不思議がったという（『今昔物語集』）。
前田本『日本帝皇系図』によれば生母は権中納言橘澄清の娘で、叔母に藤原兼家の正室・時姫の生母である橘厳子がいる。良臣の子高階成忠は急速に官位を進めて公卿に列したが、良臣の外戚関係がその背景にあったという指摘がある。また孫娘の貴子は藤原兼家の嫡男道隆の妻となっているが、説に従えば二人は再従兄弟にあたることになる。